# Ilija Pantelić
Ilija Pantelić (Kozici, 1942. augusztus 2. – Újvidék, 2014. november 17.) szerb labdarúgó, edző. Részt vett az 1968-as labdarúgó-Európa-bajnokságon a jugoszláv labdarúgó-válogatott kapusaként. 1969. és 1977. között Franciaországban, a Paris-Neuilly, az Olympique Marseille, az SC Bastia és a Paris Saint-Germain csapataiban védett. 2014. november 17-én Újvidéken hunyt el.

## Pályafutása
Pályafutását a Fehértemplomi FK BAK-ban kezdte 1958-ban, majd 1960-ban a zombori Radničkiben folytatta, s 1961-ben igazolt az újvidéki Vojvodinába, amelynek a színeiben 1969-ig 176 bajnoki mérkőzésen lépett pályára, s tizenegyesből hatszor volt eredményes. Az 1965/1966-os idényben jugoszláv bajnokságot nyert a Vojvodinával.
1963-ban Újvidéken a zágrábi Trešnjevka ellen mesterhármast ért el: a játékvezető három 11-est ítélt meg a 90 perc alatt az újvidéki csapatnak, s mindhármat ő értékesítette, ezzel a kapusok között elsőként a világon neki sikerült három gólt lőnie egy meccsen. Hasonló bravúrra a paraguayi Luis Chilavert volt még képes, aki 1999-ben a Vélez Sarsfield kapusaként a 45., a 75., és a 82. percben is eredményes volt.
1969-ben Franciaországba igazolt a Paris-Neuilly csapatához. Ezek után az Olympique de Marseille játékosa lett, ahol francia bajnokságot és kupát is nyert. 1971 és 1974 között az SC Bastia játékosa volt. Itt francia szuperkupát nyert a csapattal. Miután elhagyta a klubot a Paris Saint-Germain játékosa lett, majd rövid ideig az edzője a klubnak. 1977-ben visszatért Jugoszláviába, Újvidékre, s onnantól kezdve folyamatosan a székvárosi Vojvodina szakmai stábjának tagja volt, s az újvidéki klub edzőjeként is szerepet vállalt.
A szerb sportsajtó minden idők három legjobb jugoszláv kapusa közt tartja számon Vladimir Bearával és Milutin Šoškićtyal együtt.

## Válogatott
Pantelić háromszor szerepelt a jugoszláv utánpótlás válogatottban, s 18-szor állt a felnőtt válogatott kapujában.
1964. október 25-én a Magyarország elleni 2:1-es jugoszláv vereséggel véget érő találkozón mutatkozott be Budapesten, az utolsó válogatott mérkőzését pedig 1968. június 10-én játszotta Rómában0 Olaszország ellen, amikor a jugoszláv válogatott 2:0 arányú vereséget szenvedett a Nemzetek Kupájában. Részt vett az 1968-as labdarúgó-Európa-bajnokságon, amely ezüstérmesként zárta a tornát.

## Sikerei, díjai

### Klub
- FK Vojvodina
  - Jugoszláv bajnok: 1965–66
- Olympique de Marseille
  - Francia bajnok: 1970–71
  - Francia kupa: 1972
- SC Bastia
  - Francia szuperkupa: 1972

### Válogatott
- Jugoszlávia
  - Labdarúgó-Európa-bajnokság ezüstérmes: 1968